# Biserica de lemn „Sfântul Nicolae” din Larga Veche
Biserica de lemn „Sf. Nicolae” este o biserică amplasată în Larga Veche, raionul Cahul, Republica Moldova. Este un monument arhitectural de importanță națională inclus în Registrul monumentelor Republicii Moldova ocrotite de stat cu nr. 41 (raionul Cahul). Datează din 1800.